# Банхофштрассе (Цюрих)

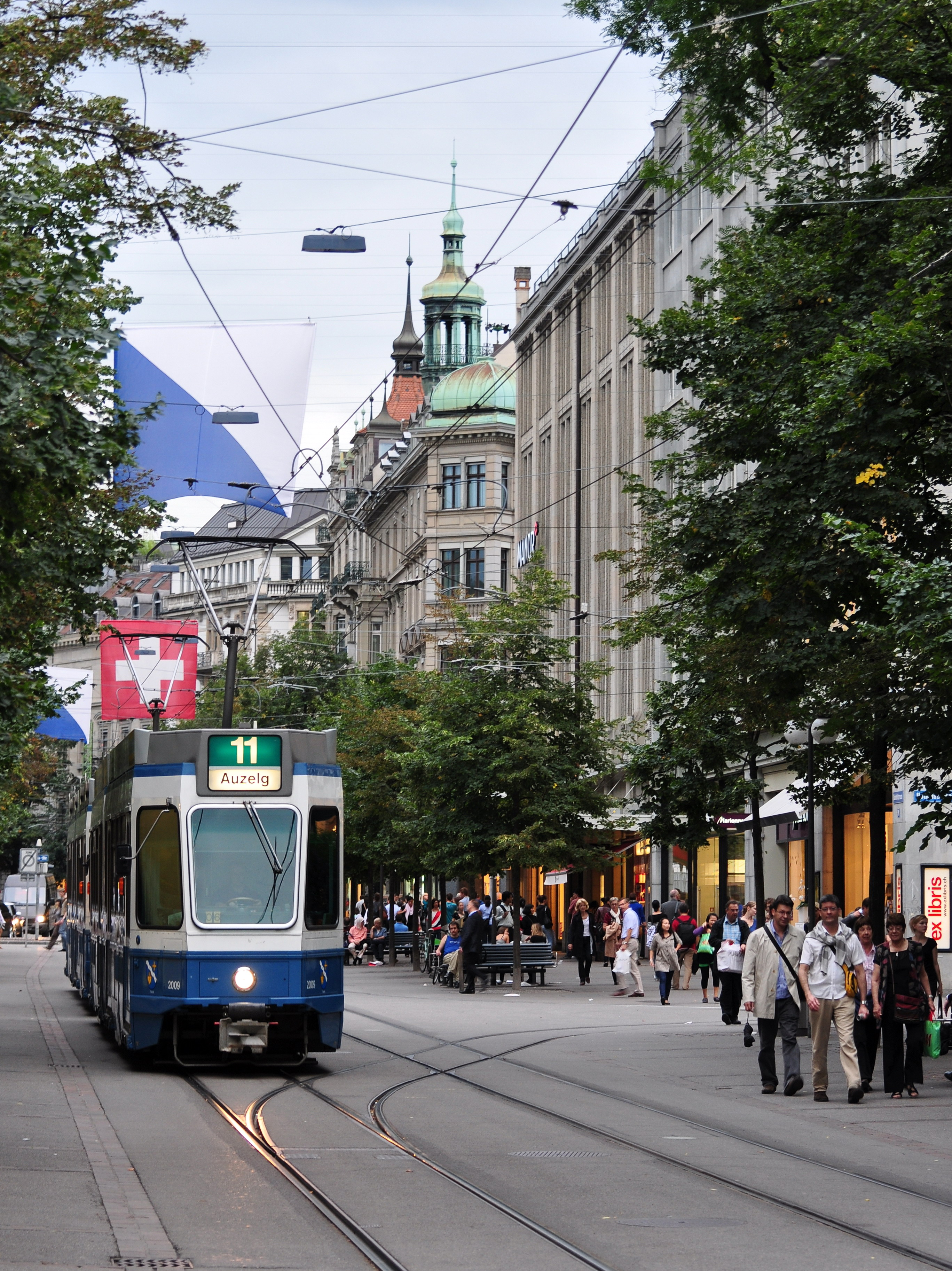
Банхофштрассе

Банхофштрассе (нем. Bahnhofstrasse) — центральная улица швейцарского города Цюриха, одна из самых известных и дорогих торговых улиц в мире. В 2011 году Банхофштрассе была названа, в результате исследования, улицей с наиболее дорогой торговой площадью в Европе и третьей по этому показателю в мире.

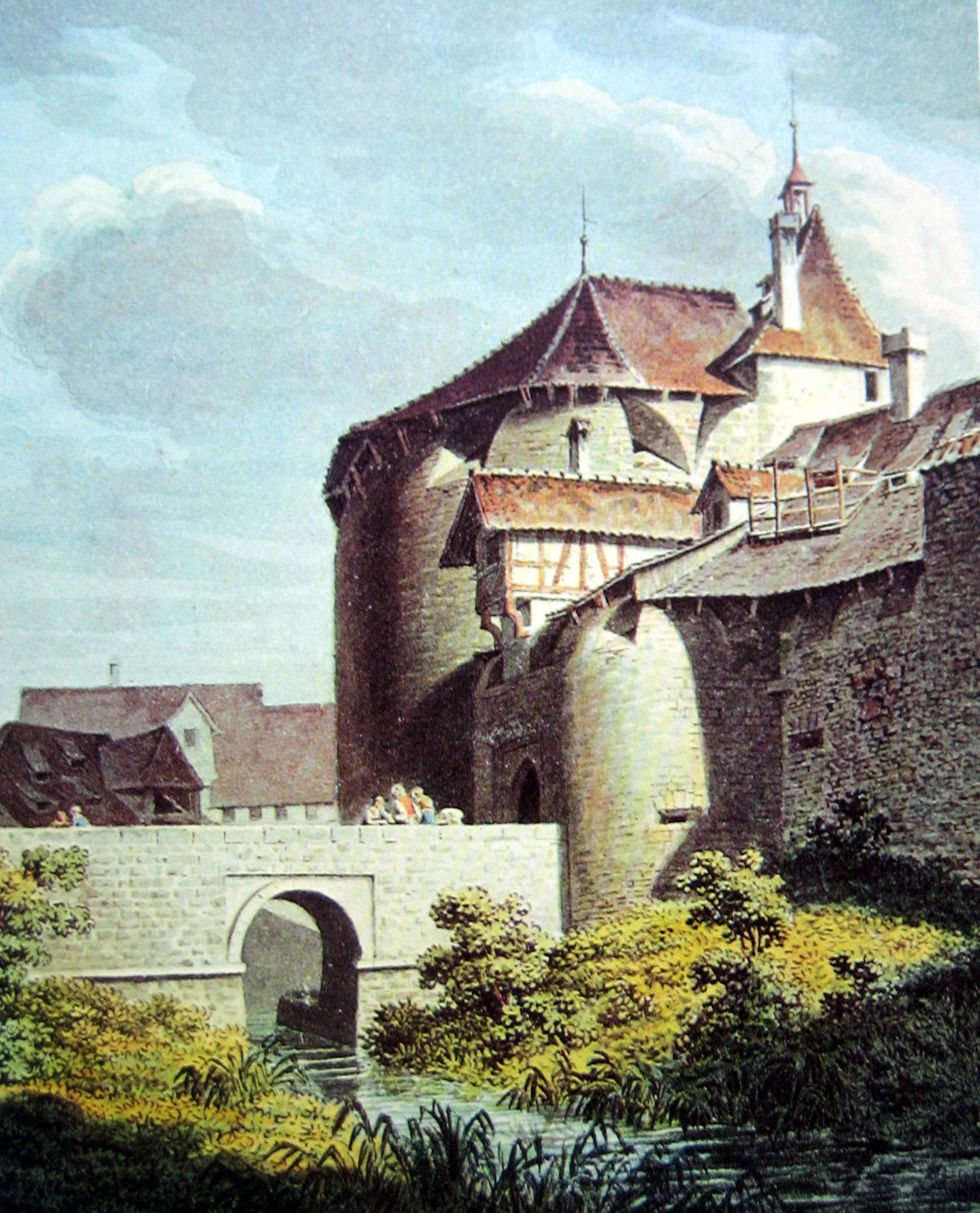
"Ров лягушек" (Fröschengraben).

 Банхофштрассе была образована, когда были снесены городские фортификации в 1864 году и засыпан ров перед ними. До того времени местность нынешней Банхофштрассе называлась "Рвом лягушек" (нем. Fröschengraben), которое позднее было изменено на Вокзальную улицу (нем. Bahnhofstrasse).
Банхофштрассе начинается от Банхофплац перед Центральным вокзалом Цюриха (47°22′40″ с. ш. 8°32′25″ в. д.), после чего её пересекают улицы Реннвег, Августинергассе и Парадеплац, заканчивается Банхофштрассе через 1,4 км после своего начала на Бюрклиплац (47°22′02″ с. ш. 8°32′27″ в. д.) у  Цюрихского озера (Национальный банк Швейцарии), Hotel Baur au Lac).
Банхофштрассе — преимущественно пешеходная улица, являющаяся тем не менее важным отрезком в Цюрихской трамвайной системе.